# Villeneuve-les-Genêts
 Villeneuve-les-Genêts  es una población y comuna francesa que se encuentra en la región de Borgoña, departamento de Yonne, en el distrito de Auxerre y cantón de Bléneau.

## Demografía
| 381 | 345 | 289 | 242 | 230 | 258 |
| Para los censos de 1962 a 1999 la población legal corresponde a la población sin duplicidades (Fuente: INSEE [Consultar]) |     |     |     |     |     |